# 鏡山 (佐賀県)
鏡山（かがみやま）は、佐賀県唐津市にある山。標高283.56メートル（三等三角点の標高）。麓に鏡神社（松浦廟宮）がある。神功皇后・松浦佐用姫ゆかりの山。別名：領巾振山（ひれふりやま）。

## 概要

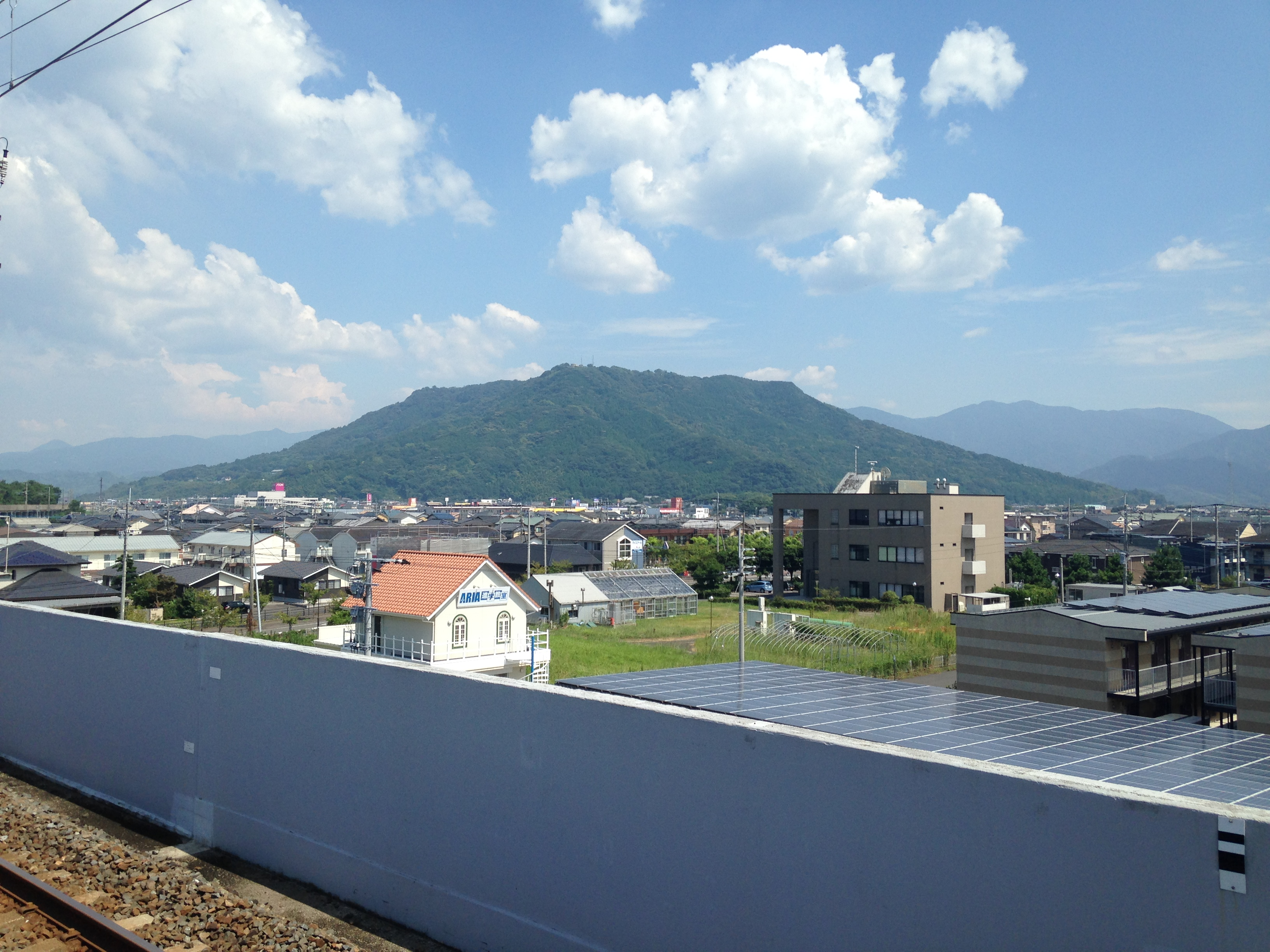
東唐津駅のホームから望む鏡山

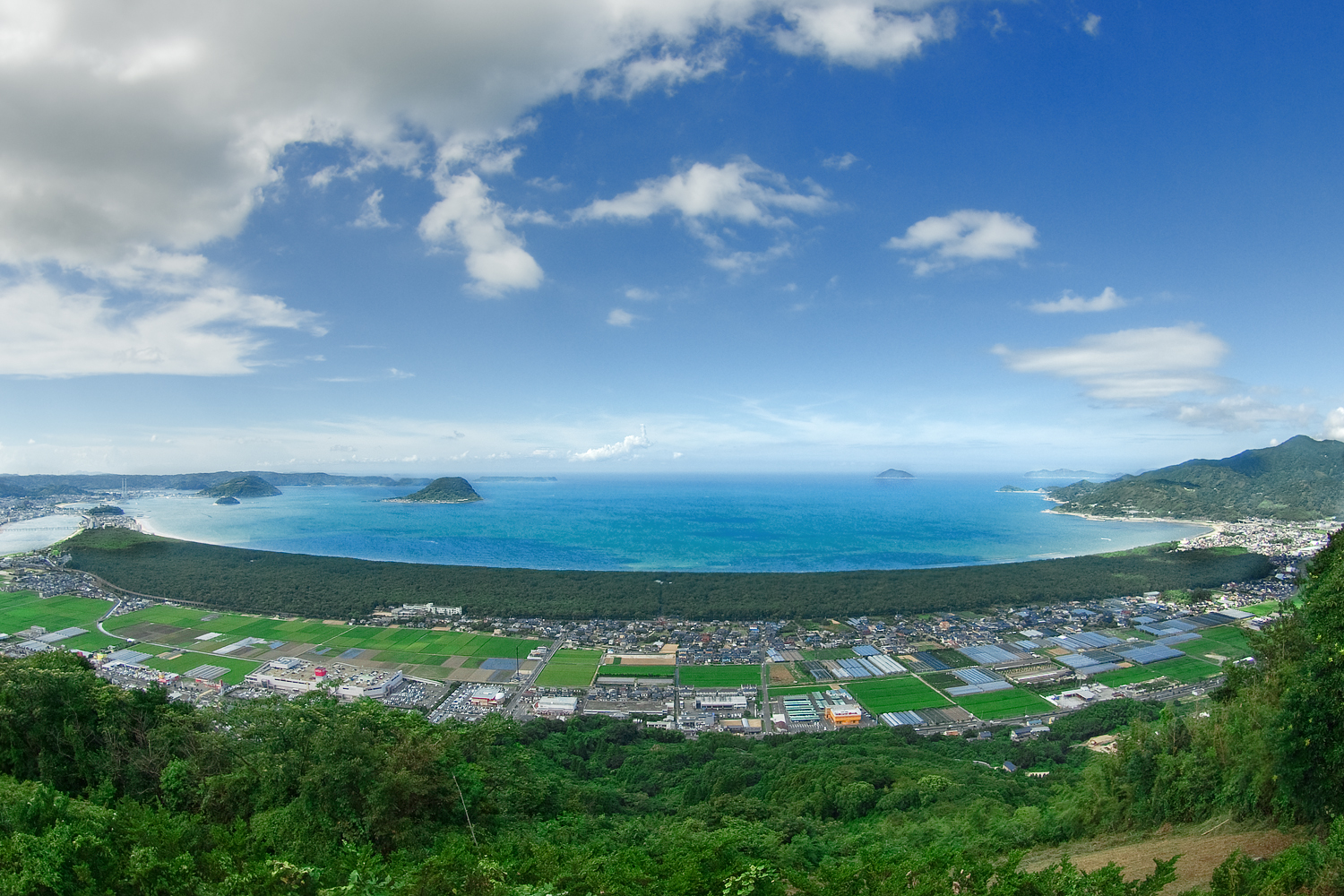
展望台からの景色

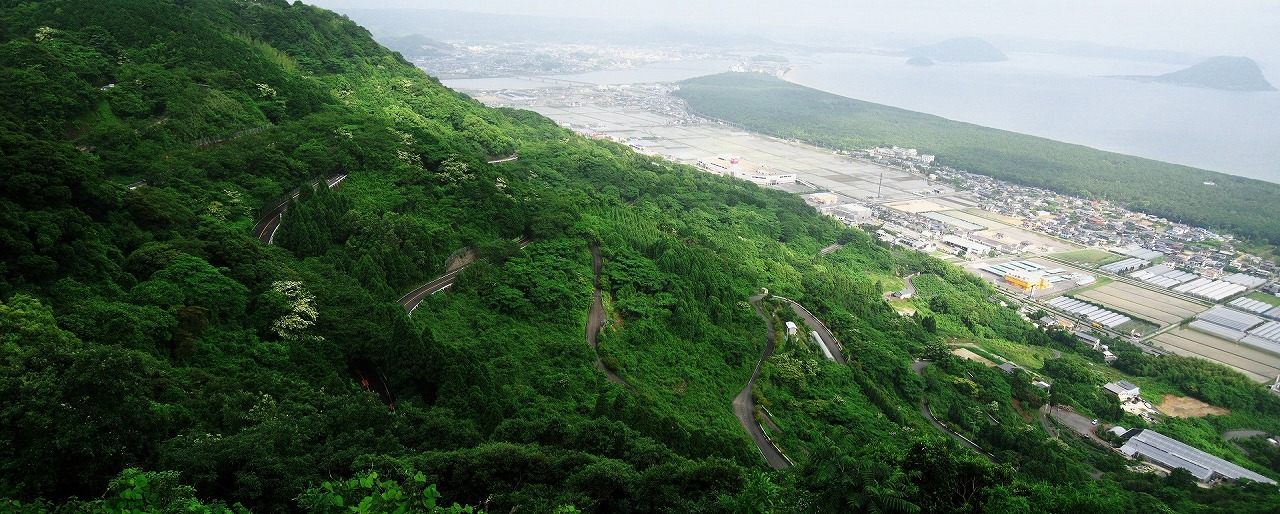
鏡山へ登るつづら折りの道

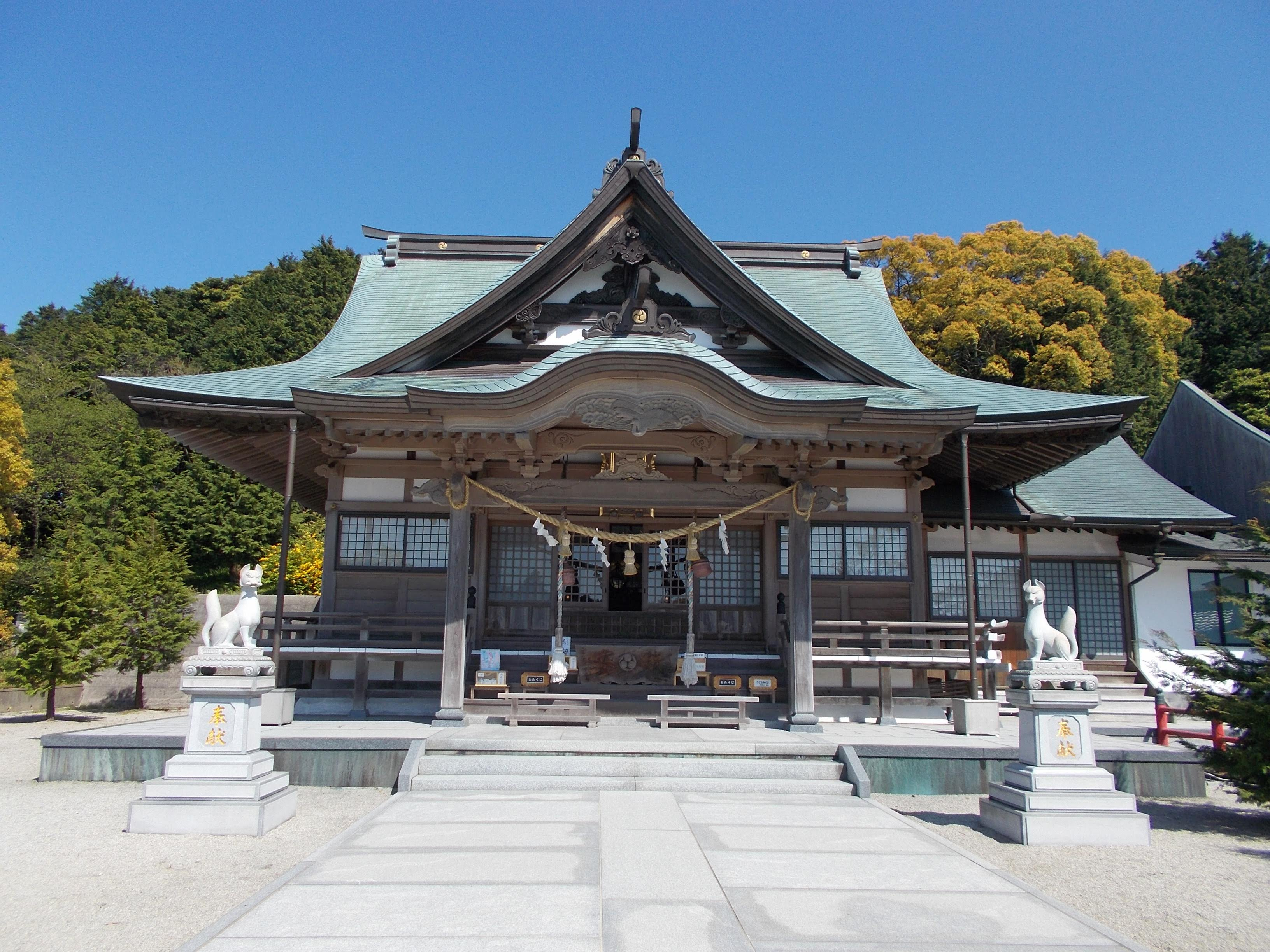
鏡山神社

頂上は平坦な地形のため、遠景からは台形の山になっており、虹の松原と並んで、唐津市のシンボルの1つである。
山麓から頂上へは、自動車道路のほか、3つの遊歩道がある。近年、有志により登山用の1278段ある虹の階段も整備された。自動車では登山口から10分、徒歩では30分から60分ほどで山頂に到達する。
頂上部の西側には「鏡山展望台」、東側には「ひれふり展望台」が設けられている。展望台からは眼下に広がる虹ノ松原や、唐津湾とそこに浮かぶ高島、鳥島、神集島などの島々、さらに福岡県の姫島、烏帽子島、小呂島、天気がよければ長崎県の壱岐なども望め、このほかに唐津城、市街地、農耕地が織り成す絶景を一望することができる。ふもとのレンゲ畑や水田は春から秋にかけて美しい所であったが、イオン唐津店の進出を始め、国道202号バイパス沿いの開発により、景観が失われつつある。
また頂上には鏡山神社、電波塔、ハンググライダーのための斜面もある。山頂の池では、売店で購入した麩などを鯉にあげる市民の姿も見られる。5月には、つつじが満開となり、その景観を楽しめる。山頂に三等三角点「鏡山」がある。位置は点の記で知れる。
鏡山の名前は、神功皇后が三韓征伐の戦勝を祈願し山頂に鏡を祀ったことに由来するといわれている。そして三韓征伐の帰途、皇后は当地で陣痛に襲われたが、里人が差し出した湧き水を飲むと陣痛が治まり、その後に立ち寄った宇美で応神天皇を産んだという。また、松浦佐用姫（まつらさよひめ）が山頂から大伴狭手彦の船を見送ったという伝説の地であり、佐用姫が袖につけていた領巾（ひれ）を振りながら見送ったということから、領巾振山（ひれふりやま）の別名でも呼ばれる。

## その他
- 鏡山に関して地元では次のような戯言がある。
  - 日本一高い山は鏡山である。かがんだ（方言で「座る」の意）山なので、立ったら日本一高い。
  - 鏡山ができたとき、上を切り取って海に置いたのが高島、その上を切り取ったのが鳥島という言い伝え。鏡山と高島はともに台形であり、見た感じの大きさも丁度よいものである。同様に、巨人が鏡山に躓いて転んだため怒り、頂上部を殴り飛ばしたことで高島などが出来たという。
- 鏡山の麓の国道202号バイパスから山頂につながる道路（佐賀県道250号鏡山公園線）は比較的緩やかな勾配とヘアピンカーブが連続する道路で、かつてはここで違法競走型暴走族などが土曜日の夜中に危険運転を行うことが多かったが、対策として道路に凸凹をつけられ、以後は減少した。

## 放送送信施設
置局住所：唐津市鏡字大平6048-1

### 唐津テレビジョン中継放送所
- 唐津市の旧市部をカバーするために設けられている。なお唐津市内のうち海岸沿いの世帯では（佐賀県に無い）FNN系列以外の民放テレビ（在福局）を視聴する目的で、当局用と糸島中継局（※糸島中継局は、偏波面が垂直となっているため。）当局（※偏波面が水平となっているため。）用・計2本のUHFアンテナとU・Uミキサーを用いている（CATVでも在福民放局を再送信）。

#### 地上デジタルテレビ放送送信設備
| ID | 放送局名       | 物理 チャンネル | 空中線電力 | ERP   | 放送対象地域 | 放送区域 内世帯数 | 放送開始日    |
| -- | -------------- | --------------- | ---------- | ----- | ------------ | ----------------- | ------------- |
| 1  | NHK 佐賀総合   | 33ch            | 10W        | 56W   | 佐賀県       | 2万7762世帯       | 2007年 4月1日 |
| 2  | NHK 佐賀教育   | 25ch            | 10W        | 58W   | 全国         | 2万7762世帯       | 2007年 4月1日 |
| 3  | STS サガテレビ | 44ch            | 10W        | 47.2W | 佐賀県       | 2万7762世帯       | 2007年 4月1日 |

- チャンネルは親局である久留米・鳥栖テレビ・FM放送所と同じ。
- 出力自体はアナログテレビと同じだが、デジタルテレビの出力はアナログテレビの1割が標準になっているため、実質的には10倍の大幅増力となる。これにより、旧浜玉町や旧七山村など、旧町村部の一部もエリアとなる見通し。

#### 地上アナログテレビ放送送信設備
| 放送局名           | チャンネル | 空中線電力        | ERP                | 放送対象地域 | 放送区域内世帯数 | 開局日                      | 閉局日                      |
| ------------------ | ---------- | ----------------- | ------------------ | ------------ | ---------------- | --------------------------- | --------------------------- |
| NHK佐賀 総合テレビ | 50ch       | 映像10W/ 音声2.5W | 映像56W/ 音声14W   | 佐賀県       | 約2万3000世帯    | 1963年 （昭和38年） 7月1日  | 2011年 （平成23年） 7月24日 |
| NHK佐賀教育テレビ  | 53ch 47ch  | 映像10W/ 音声2.5W | 映像56W/ 音声14W   | 全国         | 約2万3000世帯    | 1963年 （昭和38年） 7月1日  | 2011年 （平成23年） 7月24日 |
| STSサガテレビ      | 45ch       | 映像10W/ 音声2.5W | 映像57W/ 音声14.5W | 佐賀県       | 約2万3000世帯    | 1969年 （昭和44年） 5月22日 | 2011年 （平成23年） 7月24日 |

- 赤数字chは、2006年（平成18年）3月に実施されたアナアナ変換前のもの。

### FMからつ送信所
- 当山には、佐賀県域テレビ局の他に、コミュニティ放送局であるFMからつの送信所も置かれている。なお、佐賀県域FMラジオ局は、当山に中継局を置いていない。

| 放送局名 | コールサイン | 周波数  | 空中線電力 | ERP | 放送対象地域 | 放送区域内世帯数                         | 開局日                     | 備考                               |
| -------- | ------------ | ------- | ---------- | --- | ------------ | ---------------------------------------- | -------------------------- | ---------------------------------- |
| FMからつ | JOZZ0BN-FM   | 86.8MHz | 20W        | 17W | 唐津市       | 4万1360世帯 唐津市全世帯の 96.7%をカバー | 2010年（平成22年） 4月25日 | 佐賀県内では最初のコミュニティFM局 |